# Reberbanegade
 Der er for få eller ingen kildehenvisninger i denne artikel, hvilket er et problem. Du kan hjælpe ved at angive troværdige kilder til de påstande, som fremføres i artiklen.

Reberbanegade er en gade beliggende på Amager i København, Danmark. Gaden strækker sig fra Amagerbrogade i nord til Prags Boulevard i syd og ligger i bydelen Sundbyøster. Den er opkaldt efter det gamle håndværk reberbaneri, hvor man fremstillede tovværk – en proces, der krævede lange, lige strækninger.

## Historie
Navnet Reberbanegade vidner om gadens historiske betydning. I 1700- og 1800-tallet fandtes der flere reberbaner i området. Disse lange, smalle værksteder blev brugt til at sno reb, og gadenavnene i området (bl.a. Reberbanegade og Tovværksgade) afspejler denne fortid.
Området omkring Reberbanegade var tidligere præget af landbrug og småindustri, men blev i slutningen af 1800-tallet og begyndelsen af 1900-tallet inddraget i byudviklingen af Sundbyøster, som voksede kraftigt i takt med urbaniseringen af Amager.

## Nutid
Reberbanegade er en vigtig lokal gade i Amagerområdet, men ikke en større trafikåre. Den betjenes af flere buslinjer i nærområdet, og Amagerbro Metrostation ligger i gåafstand fra gadens nordlige ende. Her er der let adgang til Christianshavn og Indre By samt Københavns Lufthavn med direkte forbindelser. Gaden er populær blandt cyklister og har adgang til gode cykelforbindelser. Gaden ligger centralt i et levende og mangfoldigt boligområde og er tæt på flere kulturelle og rekreative tilbud, som Amagercentret, Sundbyøster Plads, Lergravsparken og Amager Strandpark. Området har gennemgået en vis gentrificering de seneste år, hvilket har ført til en blanding af nye caféer og kreative erhverv side om side med ældre, lokale butikker.